# Sociedad Agrícola Alemana
La Sociedad Agrícola Alemana (Deutsche Landwirtschafts-Gesellschaft), comúnmente conocida como DLG por sus siglas en alemán, es una organización internacional sin fines de lucro para la industria agrícola en Alemania. DLG fue fundada en 1885 por Max Eyth, tiene más de 23.000 miembros (en 2011) y tiene su sede en Fráncfort del Meno. Su objetivo principal es promover el progreso técnico y los avances científicos en la industria alimentaria y agrícola, incluido la aplicación de normas según los estándares.

## Actividades
Las principales actividades de DLG son:
- Organización de seminarios y otras actividades educativas para sus miembros.
- Aconsejar a los miembros
- Publicación de libros y revistas relacionados con la industria agroalimentaria
- Pruebas de productos alimenticios y bebidas, incluido el vino, que pueden calificar para un "Premio DLG" que luego se puede mostrar en el producto.
- Prueba de maquinaria agrícola
- Participación en ferias internacionales

El DLG organiza ferias y exposiciones agrícolas como Agritechnica, EuroTier, Anuga FoodTec, PotatoEurope, y DLG Field Days.

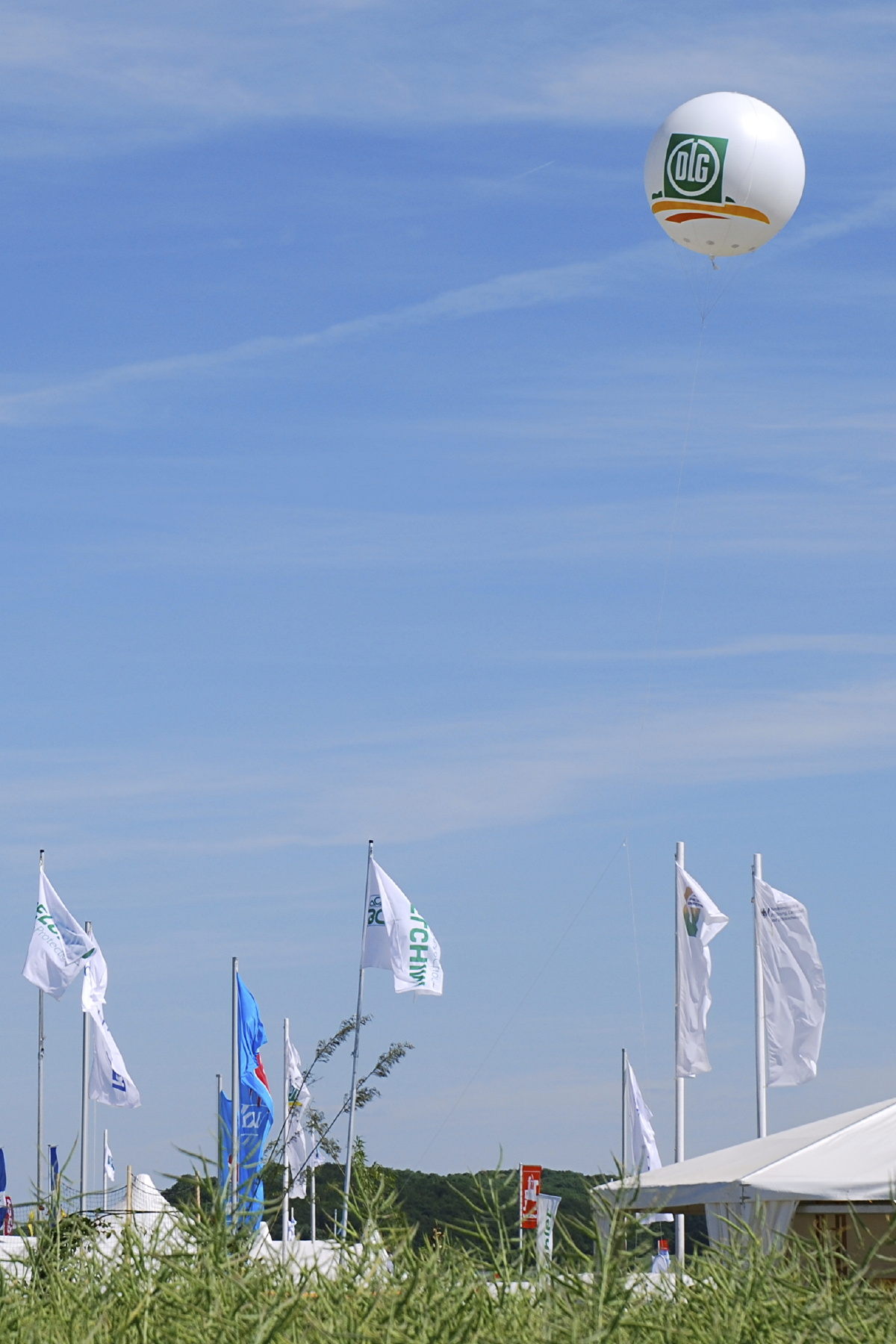
Globo aerostático DLG en DLG Field Days 2010
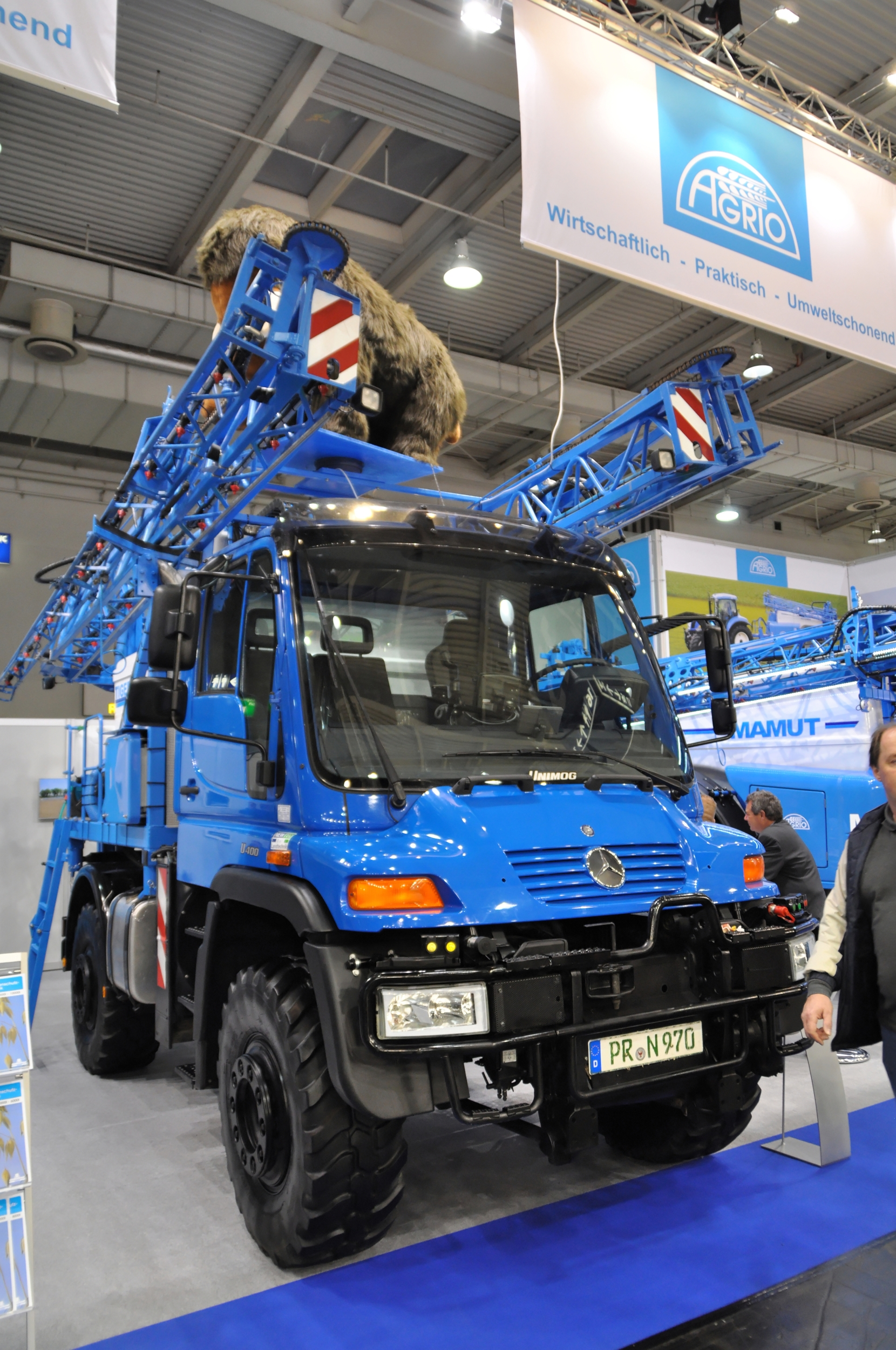
Unimog en Agritechnica 2011

## Actividades de vino
En el ámbito del vino alemán, DLG se ha encargado de diseñar la escala de valoración utilizada para la clasificación oficial así como las medallas y premios que se entregan a nivel regional y nacional. Se trata de una escala de cinco puntos en la que los vinos se evalúan a ciegas (es decir, los catadores no conocen la identidad del vino en la copa) mediante un panel y se les dan puntos en las tres categorías: bouquet ("olor"), sabor y armonía. La categoría "armonía" se refiere a todas las impresiones sensoriales, incluido el color, y se ocupa del equilibrio general entre dulzura, acidez, alcohol y "cuerpo" / sensación en boca del vino. Cada categoría se evalúa en la escala 0-5 (se pueden otorgar puntos fraccionarios), y luego se promedian los puntos otorgados, con el mismo peso otorgado a las tres categorías.Para que un vino reciba su número de prueba de control de calidad (Número AP para Amtliche Prüfung) necesario para mostrar una designación Prädikat de la clasificación de vinos alemana, es necesario un mínimo de 1,5 sobre 5 en las tres categorías; de lo contrario, se le niega al vino un clasificación.